# Oophaga arborea
Oophaga arborea är en groddjursart som först beskrevs av Myers, Daly och Martínez 1984.  Oophaga arborea ingår i släktet Oophaga och familjen pilgiftsgrodor. IUCN kategoriserar arten globalt som starkt hotad. Inga underarter finns listade i Catalogue of Life.
Denna groda lever i västra Panama. Den vistas i låglandet och i bergstrakter upp till 1300 meter över havet. Individernas vistas i fuktiga skogar med växter av släktet Bromelia på träden.
Det största hotet är landskapsförändringar. Några exemplar fångas illegalt och säljs som terrariedjur. IUCN kategoriserar arten globalt som akut hotad.